# Utrivalva
Utrivalva là một chi bướm đêm thuộc họ Tortricidae.

## Các loài
- Utrivalva melitocrossa Meyrick, 1926
- Utrivalva usurpata Razowski, 1987